# Jasová
Jasová es un municipio situado en el distrito de Nové Zámky, en la región de Nitra, Eslovaquia. Tiene una población estimada, en octubre de 2022, de 1141 habitantes.
Está ubicado al sur de la región, cerca de los ríos Nitra y Hron (cuenca hidrográfica del Danubio) y de la frontera con Hungría.

## Demografía
| Año        | 1994 | 2004    | 2014    | 2024    |
| ---------- | ---- | ------- | ------- | ------- |
| Población  | 1257 | 1201    | 1189    | 1136    |
| Diferencia |      | −4,45 % | −0,99 % | −4,45 % |

| Año        | 2023 | 2024    |
| ---------- | ---- | ------- |
| Población  | 1135 | 1136    |
| Diferencia |      | +0,08 % |